# Portugál labdarúgó-bajnokság (másodosztály)
A Liga de Honra, más néven esetleg Liga Vitalis a portugál labdarúgás második legmagasabb osztálya. A bajnokságot 1990-ben alapították, jelenleg 16 csapat alkotja. A jelenlegi címvédő az FC Paços de Ferreira.

## Jelenlegi résztvevők
- Sport Clube Beira-Mar
- Grupo Desportivo Estoril-Praia
- Associação Desportiva do Carregado
- Grupo Desportivo de Chaves
- Clube Desportivo das Aves
- Centro Desportivo de Fátima
- Clube Desportivo Feirense
- Sport Clube Freamunde
- Gil Vicente Futebol Clube
- União Desportiva Oliveirense
- Futebol Clube de Penafiel
- Portimonense Sporting Clube
- Clube Desportivo Santa Clara
- Sporting Clube da Covilhã
- Clube Desportivo Trofense
- Varzim Sport Clube

## Az eddigi győztesek
| Szezon  | Győztes               | Második              |
| ------- | --------------------- | -------------------- |
| 1990–91 | Paços de Ferreira     | Estoril-Praia        |
| 1991–92 | Espinho               | Belenenses           |
| 1992–93 | Estrela da Amadora    | União da Madeira     |
| 1993–94 | Tirsense              | União de Leiria      |
| 1994–95 | Leça                  | Campomaiorense       |
| 1995–96 | Rio Ave               | Vitória de Setúbal   |
| 1996–97 | Campomaiorense        | Varzim               |
| 1997–98 | União de Leiria       | Beira-Mar            |
| 1998–99 | Gil Vicente           | Belenenses           |
| 1999–00 | Paços de Ferreira (2) | Beira-Mar            |
| 2000–01 | Santa Clara           | Varzim               |
| 2001–02 | Moreirense            | Académica            |
| 2002–03 | Rio Ave (2)           | Alverca              |
| 2003–04 | Estoril-Praia         | Vitória de Setúbal   |
| 2004–05 | Paços de Ferreira (3) | Naval                |
| 2005–06 | Beira-Mar             | Desportivo das Aves  |
| 2006–07 | Leixões               | Vitória de Guimarães |
| 2007–08 | Trofense              | Rio Ave              |
| 2008–09 | Olhanense             | União de Leiria      |
| 2009–10 | Beira-Mar             | Portimonense         |
| 2010–11 | Gil Vicente           | Feirense             |
| 2011–12 | Estoril Praia         | Moreirense           |
| 2012–13 | Belenenses            | Arouca               |
| 2013–14 | Moreirense            | Porto B              |
| 2014–15 | Tondela               | União da Madeira     |
| 2015–16 | Porto B               | Chaves               |
| 2016–17 | Portimonense          | Desportivo das Aves  |
| 2017–18 | Nacional              | Santa Clara          |
| 2018–19 | Paços de Ferreira     | Famalicão            |

## A legsikeresebb csapatok
| Klub                 | Győztes | Ezüstérmes | Győztes évek                         | Ezüstérmes évek    |
| -------------------- | ------- | ---------- | ------------------------------------ | ------------------ |
| Paços de Ferreira    | 4       | 0          | 1990–91, 1999–2000, 2004–05, 2018–19 | –                  |
| Beira-Mar            | 2       | 2          | 2005–06, 2009–10                     | 1997–98, 1999–2000 |
| Rio Ave              | 2       | 1          | 1995–96, 2002–03                     | 2007–08            |
| Moreirense           | 2       | 1          | 2001–02, 2013–14                     | 2011–12            |
| Estoril              | 2       | 1          | 2003–04, 2011–12                     | 1990–91            |
| Gil Vicente          | 2       | 0          | 1998–99, 2010–11                     | –                  |
| União de Leiria      | 1       | 2          | 1997–98                              | 1993–94, 2008–09   |
| Belenenses           | 1       | 2          | 2012–13                              | 1991–92, 1998–99   |
| Campomaiorense       | 1       | 1          | 1996–97                              | 1994–95            |
| Santa Clara          | 1       | 1          | 2000–01                              | 2017–18            |
| Porto B              | 1       | 1          | 2015–16                              | 2013–14            |
| Portimonense         | 1       | 1          | 2016–17                              | 2009–10            |
| Espinho              | 1       | 0          | 1991–92                              | –                  |
| Estrela da Amadora   | 1       | 0          | 1992–93                              | –                  |
| Tirsense             | 1       | 0          | 1993–94                              | –                  |
| Leça                 | 1       | 0          | 1994–95                              | –                  |
| Leixões              | 1       | 0          | 2006–07                              | –                  |
| Trofense             | 1       | 0          | 2007–08                              | –                  |
| Olhanense            | 1       | 0          | 2008–09                              | –                  |
| Tondela              | 1       | 0          | 2014–15                              | –                  |
| Nacional             | 1       | 0          | 2017–18                              | –                  |
| Varzim               | 0       | 2          | –                                    | 1996–97, 2000–01   |
| Vitória de Setúbal   | 0       | 2          | –                                    | 1995–96, 2003–04   |
| União da Madeira     | 0       | 2          | –                                    | 1992–93, 2014–15   |
| Desportivo das Aves  | 0       | 2          | –                                    | 2005–06, 2016–17   |
| Académica            | 0       | 1          | –                                    | 2001–02            |
| Alverca              | 0       | 1          | –                                    | 2002–03            |
| Naval 1º de Maio     | 0       | 1          | –                                    | 2004–05            |
| Vitória de Guimarães | 0       | 1          | –                                    | 2006–07            |
| Feirense             | 0       | 1          | –                                    | 2010–11            |
| Arouca               | 0       | 1          | –                                    | 2012–13            |
| Chaves               | 0       | 1          | –                                    | 2015–16            |
| Famalicão            | 0       | 1          | –                                    | 2018–19            |

## Külső hivatkozások
- Liga Vitalis (portugálul)